# Dives (Oise)
Dives és un municipi francès, situat al departament de l'Oise i a la regió dels Alts de França, regat pel Divette. L'any 2020 tenia 401 habitants. És compost de dos llogarets: Plessis-Cacheleux i Le Plémont. El primer esment escrit In Villa Diva in llatí data del 982. Forma part de la mancomunitat de municipis Pays des Sources («país de les fonts»).

## Demografia
El 2020 Dives era de 401 habitants. Hi havia 190 habitatges, 166 habitatges principals, quatre segones residències i vint desocupats. 168 eren cases i 21 eren apartaments.

## Economia
El 2020 la població en edat de treballar era de 180 persones, 161 eren actives. L'any 2000 hi havia 9 explotacions agrícoles.
Dives té una escola elemental integrada dins d'un grup escolar amb les comunes properes que forma una escola dispersa.

## Llocs d'interés
- Parc i ruïnes de l'antic castell fortificat[2]
- El poble es va trobar a la línia del front durant la Primera Guerra Mundial. L'església de Sant Martí del 1555  es va malmetre. La nova església en estil neobarroc data del 1923.[2]